# INPEX
INPEX (jap. 国際石油開発帝石株式会社, Kokusai Sekiyu Kaihatsu Teiseki Kabushiki kaisha, dt. „Internationale Erdölexploration Teiseki“, engl. INternational Petroleum EXploration Corporation) ist ein japanisches Unternehmen mit Firmensitz in Akasaka, Minato, Tokio.
Das Vorläuferunternehmen wurde 1966 als Kita-Sumatra Kaiyō Sekiyu Shigen Kaihatsu K.K. (北スマトラ海洋石油資源開発株式会社, dt. „Nord-Sumatra Meeresölquellen-Exploration“, engl. North Sumatra Offshore Petroleum Exploration) gegründet. Ab 2001 nannte es sich INPEX. 2006 erwarb INPEX das japanische Mineralölunternehmen Teikoku Sekiyu K.K. (帝国石油株式会社; kurz: Teiseki, dt. „Kaiserreich-Erdöl“, engl. Teikoku Oil). Die dafür zunächst errichtete Holdinggesellschaft nahm 2008 bei der endgültigen Fusion der beiden Unternehmen wieder den Namen INPEX an.
INPEX wird als Kabushiki kaisha geführt und ist in der Produktion und im Handel mit Erdöl und Erdgas tätig. Größter Aktionär ist das Ministerium für Wirtschaft, Handel und Industrie, das 18,96 % der Anteile hält.

## Ichthys-Projekt
Unter der Federführung von INPEX mit Beteiligung von Total wird das Ichthys LNG-Projekt entwickelt. Das Gasfeld liegt 220 km vor der Küste von Westaustralien. Das geförderte Erdgas soll in einer Verflüssigungsanlage in der Nähe von Darwin in Flüssigerdgas (LNG) und LPG getrennt und exportiert werden. Die Produktion wird voraussichtlich 2017 mit einer jährlichen Produktion von 8,9 Mio. t LNG und 1,6 Mio. t LPG aufgenommen.